# Kenny G
Kenneth Bruce Gorelick (sinh ngày 5 tháng 6 năm 1956), được biết nhiều với nghệ danh Kenny G, là một nhạc sĩ saxophone người Mỹ. Album thứ tư của ông, Duotones, đã đưa ông trở nên nổi tiếng toàn thế giới vào năm 1986. Nhạc cụ chính của Kenny là kèn soprano saxophone, nhưng đôi lúc cũng chơi kèn alto, tenor saxophone, flute.
Kenny G là nhạc sĩ chơi nhạc viết cho nhạc khí thời hiện đại mà các đĩa nhạc bán chạy nhất, nằm trong danh sách nghệ sĩ âm nhạc bán đĩa nhạc chạy nhất của mọi thời, với tổng cộng hơn 75 triệu đĩa trên toàn thế giới.

## Thuở nhỏ
Kenny sinh ra tại Seattle, Washington, và lần đầu tiên tiếp xúc với kèn saxophone khi ông nghe một nghệ sĩ trình diễn nó tại The Ed Sullivan Show. Sau đó, ông bắt đầu học cách chơi kèn saxophone bằng cách luyện tập các bản record (phần lớn của Grover Washington, Jr.), và tìm hiểu những cung bậc âm thanh mà ông nghe được. Tại trường trung học Franklin, bang Washigton, ông thất bại trong việc gia nhập một ban nhạc jazz. Năm sau, ông đã thử lần nữa, và nhờ lòng quyết tâm, ông đã chính thức gia nhập ban nhạc. Song song đó, ông cũng đã chơi trong đội golf của trường, môn thể thao mà ông đam mê từ người anh trai, Brian Gorelick, được người anh giới thiệu từ khi Kenny G được 10 tuổi.

## Sự nghiệp
Kenneth Gorelick bắt đầu làm nhạc công khi ông chơi saxophone với Barry White, Love Unlimited Orchestra vào năm 1976 khi ông vừa tròn 20, lúc ấy ông cũng học chuyên ngành kế toán. Sau đó, ông tốt nghiệp Đại học Washington, ông chơi trong ban nhạc funk có tên là Cold, Bold & Together sau trở thành thành viên của ban nhạc The Jeff Lorber Fusion. Ông bắt đầu sự nghiệp solo sau thời gian chơi trong ban nhạc này.
Trong năm 1982, Kenny G ký hợp đồng với hãng đĩa Arista Records khi có lời mời từ giám đốc của hãng, khi đó là Clive Davis. Ông đã làm nhiều đĩa đơn và hợp tác với các ca sĩ Whitney Houston, Toni Braxton, Natalie Cole, Steve Miller (đánh dấu lần duy nhất ông xuất hiện trong một album rock and roll) và Aretha Franklin. Nhạc của ông mang ảnh hưởng của Grover Washington, Jr., các album của Kenny G thường được xếp vào thể loại smooth jazz.
Ông thành công hơn trước, với cả G Force và Gravity, album thứ hai và thứ ba nhận đạt danh hiệu đĩa bạch kim tại Mỹ. Những album này bán rất chạy với hơn 5 triệu bản riêng tại Mỹ. Album thứ năm, Breathless, trở thành album hòa tấu bán chạy nhất mọi thời đại, với trên 15 triệu bản tiêu thụ, riêng tại Mỹ đã là 12 triệu bản. Năm 1997 Kenny G giành được một chỗ đứng trong Sách Kỷ lục Guinness bằng việc chơi một nốt lâu nhất bằng saxophone trong 45 phút 47 giây.
Tính đến năm 2003, Kenny G được mệnh danh có album bán chạy thứ 25 cao nhất ở Mỹ bởi RIAA, với 48 triệu album được bán ra ở Mỹ ngày 31 tháng 7 năm 2006. Năm 1994, Kenny G đã giành giải Grammy với tác phẩm Forever in Love. Ông đã tạo ra một dòng saxophone riêng của mình gọi là "Kenny G Saxophones".